# 유로윙스의 운항 노선
2016년 10월 기준, 유로윙스는 다음과 같은 노선을 운항하고 있다.

## 운항 노선

### 아시아

#### 동남아시아
- 태국
  - 방콕 - 수완나품 국제공항
  - 푸켓 - 푸켓 국제공항

### 유럽

#### 서유럽
- 영국
  - 런던 - 런던 히드로 국제공항
  - 런던 - 런던 스탠스테드 국제공항
  - 글래스고 - 글래스고 공항
  - 뉴캐슬 - 뉴캐슬 공항
  - 뉴키 - 뉴키 콘월 공항 계졀편
  - 맨체스터 - 맨체스터 공항
  - 버밍엄 - 버밍엄 공항
  - 에든버러 - 에든버러 공항
  - 이스트미들랜즈 - 이스트미들랜즈 공항
  - 저지섬 - 저지 공항
- 프랑스
  - 파리 - 파리 샤를 드 골 국제공항
  - 니스 - 니스 코트다쥐르 공항
  - 리옹 - 생텍쥐페리 국제공항
  - 뮐루즈 - 바젤 뮐루즈 프라이부르크 국제공항
  - 툴루즈 - 툴루즈 블라냑 공항
- 독일
  - 베를린 - 베를린 테겔 국제공항
  - 뒤셀도르프 - 뒤셀도르프 국제공항 허브
  - 프라이부르크 - 바젤 뮐루즈 프라이부르크 국제공항
  - 뉘른베르크 - 뉘른베르크 공항 허브
  - 드레스덴 - 드레스덴 공항
  - 라이프치히 - 라이프치히 할레 공항
  - 슈투트가르트 - 슈투트가르트 공항
  - 카를스루에 - 카를스루에 바덴바덴 공항
  - 쾰른 - 쾰른 본 공항 허브
  - 하노버 - 하노버 공항
  - 함부르크 - 함부르크 공항 허브
  - 헤링스도르프 - 헤링스도르프 공항
- 아일랜드
  - 더블린 - 더블린 공항
- 네덜란드
  - 암스테르담 - 암스테르담 스키폴 국제공항
- 벨기에
  - 브뤼셀 - 브뤼셀 국제공항

#### 중유럽
- 스위스
  - 제네바 - 제네바 국제공항
  - 취리히 - 취리히 국제공항
  - 바젤 - 바젤 뮐루즈 프라이부르크 국제공항
- 오스트리아
  - 빈 - 빈 국제공항
  - 클라겐푸르트 - 클라겐푸르트 공항

#### 남유럽
- 그리스
  - 테살로니키 - 테살로니키 국제공항
  - 카발라 - 카발라 공항
- 스페인
  - 바르셀로나 - 바르셀로나 엘프라트 국제공항
  - 알리칸테 - 알리칸테 공항
  - 발렌시아 - 발렌시아 공항
  - 빌바오 - 빌바오 공항
- 알바니아
  - 티라나 - 티라나 국제공항
- 이탈리아
  - 로마 - 레오나르도 다 빈치 국제공항
  - 밀라노 - 밀라노 말펜사 국제공항
  - 나폴리 - 나폴리 국제공항
  - 라메지아테르메 - 라메지아테르메 국제공항
  - 베네치아 - 마르코 폴로 국제공항
  - 몽펠리에 - 몽펠리에 메디테라니 공항 계졀편
  - 바리 - 바리 카롤 보이타와 공항
  - 베로나 - 베로나 빌라프란카 공항 계졀편
  - 올비야 - 올비야 코스타 스메랄다 공항 계졀편
  - 카타니아 - 카타니아 폰타나로사 공항
  - 칼리아리 - 칼리아리 엘마스 공항 계졀편
- 크로아티아
  - 두브로브니크 - 두브로브니크 공항 계졀편
  - 자다르 - 자다르 공항 계졀편
  - 풀라 - 풀라 공항 계졀편

#### 동유럽
- 루마니아
  - 부쿠레슈티 - 헨리 코안더 국제공항
- 체코
  - 프라하 - 프라하 바츨라프 하벨 국제공항
- 폴란드
  - 바르샤바 - 바르샤바 프레드릭 쇼팽 국제공항
  - 카토비체 - 카토비체 국제공항
  - 브로츠와프 - 브로츠와프 코페르니쿠스 공항
  - 포즈난 - 포즈난 아비카 공항
- 헝가리
  - 부다페스트 - 부다페스트 페리 헤지 국제공항

#### 북유럽
- 노르웨이
  - 오슬로 - 오슬로 가르데르모엔 국제공항
- 스웨덴
  - 스톡홀름 - 스톡홀름 알란다 국제공항
  - 예테보리 - 예테보리 란드베터 공항

### 아메리카

#### 북아메리카
- 미국
  - 라스베가스 - 매캐런 국제공항 - (2017년 7월 3일 신규취항)
  - 마이애미 - 마이애미 국제공항

#### 카리브해
- 도미니카 공화국
  - 푸에르토플라타 - 그레고리오 루페론 국제공항
  - 푼타카나 - 푼타카나 국제공항
- 쿠바
  - 하바나 - 호세 마르티 국제공항 - (2016년 12월 15일 신규취항)
  - 바라데로 - 후안 괄베르토 고메스 공항

## 단항 노선

### 아시아
- 아랍에미리트
  - 두바이 - 두바이 국제공항

### 아메리카
- 미국
  - 보스턴 - 보스턴 로건 국제공항